# آلاماگوسا
آلاماگوسا (به انگلیسی: Allamagoosa) نام داستان کوتاه علمی–تخیلی اثر اریک فرانک راسل، نویسندهٔ انگلیسی است که جایزهٔ هوگوی سال ۱۹۵۵ میلادی را از آن خود کرده است.
آلاماگوسا ظاهراً کلمه‌ای است که در گویش بریتانیایی زبان انگلیسی برای اشاره به اشیاء با کاربرد ناشناخته به کار می‌برند. در متن برگردان فارسی اثر به جای آن از کلمهٔ ماسماسک استفاده شده است.
یکی از نکات خاص این اثر اشارهٔ آن به قوانین فیناگل است که یکی از اولین اشاره‌ها به آن محسوب می‌شود.